# Pterygoplichthys scrophus
Glyptoperichthys scrophus es una especie de pez siluriforme de la familia Loricariidae.

## Descripción
Los machos pueden llegar alcanzar los 27,5 cm de longitud total.

## Hábitat
Es un pez de agua dulce y de clima tropical.

## Distribución
Es propio de Sudamérica, encontrándose en las cuencas de los ríos Marañón y Ucayali.